# Велика Арнаутська вулиця
Велика Арнаутська вулиця — одна із вулиць Одеси, розташована в історичному центрі. Бере початок від вулиці Леонтовича і закінчується перетином із Старопортофранківською.

## Історія
Вулицю було закладено у 1820 році під назвою Арнаутська. Тоді місто було обмежено кільцевою вулицею — Старопортофранківською. Таким чином Арнаутська вулиця перетинала все місто, починаючись із Старопортофранківської неподалік від мису Ланжерон (тепер ця ділянка називається вул. Леонтовича) і до Старопортофранківської, тільки на межі із Молдаванкою. Свою назву вулиця дістала від Арнаутської слободи — солдатського поселення, яке існувало в межах сучасних вулиць Леонтовича, Канатної, Малої Арнаутської; поселення складалося переважно з арнаутів. Приставку «Велика» вулиця дістала майже відразу по заснуванню, щоб відрізнятись він сусідньої Малої Арнаутської. Однак після перейменування останньої на вулицю Суворовську, у 1899 році, уточнення Велика знову було відкинуто.
За радянських часів вулицю назвали спочатку вулиця Гірша Леккерта (у 1921—1945 роках), в честь 23-річного революціонера, якого стратили 10 червня 1902 року за замах на губернатора Вільна, генерала фон Валя. Потім (у 1945 році) — вулиця Чкалова, в честь льотчика-полярника Валерія Чкалова. Із цією назвою вулиця проіснувала до 1994 року, коли було повернено історичну назву.

## Мешканці[2]
Будинок № 1
- квартира 1 — живописець Шполянський Григорій Юхимович;
- квартира 2 — живописець і графік Крижевський Григорій Зіновійович, графік Гармидер Геннадій Васильович;
- квартира 3 — живописець Герус Борис Степанович;
- квартира 4 — живописець Бєльцов Георгій Іванович;
- квартира 5 — живописці Синицький Володимир Михайлович, Гавдзінська Олена Альбінівна;
- квартира 6 — живописець Ацманчук Олександр Павлович;
- квартира 7 — скульптор Чувакін Федір Федорович;
- квартира 8 — живописець Павлюк Микола Артемович;
- квартира 9 — живописці Божій Михайло Михайлович, Божій Святослав Михайлович;
- квартира 11 — живописець Тодоров Михайло Дмитрович;
- квартира 12 — художник театру Злочевський Петро Панасович;
- квартира 13 — живописець Ломикін Костянтин Матвійович, скульптори Ломикіна Зоя Дмитрівна, Фальчук Фелія Яківна;
- квартира 14 — живописець Камінський Еммануїл Абрамович;
- квартира 15 — живописці Токарєв Вячеслав Васильович, Токарєва-Александрович Любов Йосипівна, Токарєва Ольга Вячеславівна;
- квартира 17 — художник театру Кордонський Мартин-Вігдор Лейбович;
- квартира 18 — живописці Шелюто Микола Андрійович, Шелюто Олександр Миколайович, Кабаченко Володимир Петрович, Литвиненко Володимир Миколайович, Литвиненко Ганна Володимирівна, Литвиненко Тамара Миколаївна;
- квартира 19 — графік Причепа Яків Максимович;
- квартира 21 — живописці Павлюк Георгій Миколайович, Павлюк Галина Георгіївна, художник кераміки Павлюк-Судьїна Євгенія Георгіївна, графік Верещагін Геннадій Георгійович;
- квартира 23 — живописець Гавдзинський Альбін Станіславович;
- квартира 24 — графік Рябченко Сергій Васильович;
- квартира 31 — графік Рябченко Василь Сергійович;

Будинок № 2
- квартира 39 — живописець Лукін Борис Миколайович;
- квартира 40 — живописець Кашеваров Віктор Ілліч, графік Степанова Олена Валентинівна;
- квартира 43 — живописець Алікберов Віталій Мурсалович.